# La Symphonie pastorale
La Symphonie pastorale is een Franse film van Jean Delannoy die uitgebracht werd in 1946.
Het scenario is gebaseerd op de gelijknamige roman (1919) van André Gide. De film lokte enorm veel volk en was de op een na meest succesvolle Franse film in Frankrijk in 1946.

## Verhaal
Het verhaal speelt zich af in een afgelegen bergdorpje in de Zwitserse bergen. Jean Martens is een getrouwde dominee met vijf kinderen. Hij neemt Gertrude op in zijn gezin. Gertrude is een blind meisje dat wees geworden is. De dominee houdt zich intens bezig met haar opvoeding en haar vorming. Gaandeweg evolueert de genegenheid die hij voor Gertrude voelt in een aantrekkingskracht die hij niet onder controle heeft. Gertrude voelt zich eveneens aangetrokken.
Later ondergaat ze een operatie en krijgt ze haar zicht terug. Ze is de dominee heel dankbaar voor alles wat hij voor haar gedaan heeft maar ze merkt nu dat ze niet verliefd is op hem. Ze voelt zich wel aangetrokken tot Jacques, de zoon van de dominee die al eerder gevoelens voor haar koesterde. Gertrude voelt zich verscheurd.

## Rolverdeling
| Acteur             | Personage                                             |
| ------------------ | ----------------------------------------------------- |
| Michèle Morgan     | Gertrude, de jonge blinde vrouw                       |
| Pierre Blanchar    | Jean Martens, de dominee en de weldoener van Gertrude |
| Line Noro          | Amélie Martens, zijn vrouw                            |
| Jean Desailly      | Jacques Martens, zijn zoon                            |
| Andrée Clément     | Piette Casteran                                       |
| Rosine Luguet      | Charlotte Martens, de zus van Jacques                 |
| Jacques Louvigny   | meneer Casteran, de vader van Piette                  |
| Mona Dol           | zuster Claire                                         |
| Hélène Dassonville | juffrouw de la Grange                                 |
| Germaine Michel    | de oude boerin                                        |
| Florence Brière    | een vriendin van Gertrude                             |